# Keleti-kőfejtő 11. sz. barlang
A Keleti-kőfejtő 11. sz. barlang beomlott, jelenleg nem járható barlang, amely Budapest III. kerületében, a Duna–Ipoly Nemzeti Parkban, a Budai Tájvédelmi Körzetben helyezkedik el.

## Leírás
A budai termálkarszt keleti részén, a Mátyás-hegy délkeleti, felhagyott, kétszintes kőfejtőjének a felső bányaszintjén, a keleti, jobb oldali részén, 228 méter tengerszint feletti magasságban volt a bejárata. A bejárat természetes jellegű, de bányászat miatt nyílt meg, szabálytalan alakú és függőleges tengelyirányú volt. A nyolc méter hosszú barlangtól 25 méterre, északnyugatra nyílik a Keleti-kőfejtő 12. sz. barlang.
Előfordul a Keleti-kőfejtő 11. sz. barlang az irodalmában 11. barlang (Kárpát 1985), 11-es barlang (Acheron 1993), 11-es kutatóakna (Fehér, Fritz 1996), 11. munkahely (Kárpát 1985), 11. sz. beszakadás (Kárpát 1984), 11.sz. beszakadás (Kárpát 1984), 11 sz. felszakadás (Acheron 1993), 11.sz.kutatóakna (Kárpát 1984), 11.sz. munkahely (Kárpát 1985), 11.sz.munkahely (Kárpát 1987), DK-i kőfejtő 11.sz. barlang (Acheron 1993), Keleti-kőfejtő 11. sz. kutatóaknája (Leél-Őssy 1995), Mátyás-hegy DK.-i kőfejtő 11. barlang (Kárpát 1985) és MH 11-es kutatóakna (Fehér, Fritz 1995) neveken is.

## Kutatástörténet
Közelben lakó, idős emberek elmondása alapján sok üreg volt a kőfejtő talpszintjén akkor, amikor működött a kőbánya. A felső bányaudvar falán található sok kis barlang és a sok barlangindikáció, képződmény arra utal, hogy a kőfejtés egy nagy barlangot pusztított el, vagy a nagy barlang felső részét. A ma látható barlangok ennek a nagy barlangnak a maradványai. Az 1943. évi Barlangvilágból megtudható, hogy Bertalan Károly és Albert Béla, a Buda környéki barlangok módszeres feldolgozásának keretében, átkutattak a Mátyás-hegy és a Kecske-hegy kőfejtőiben lévő 14 kis üreget.
Az 1957. évi Földrajzi Értesítőben napvilágot látott, Leél-Őssy Sándor által írt tanulmányban meg vannak említve a mátyás-hegyi nagy kőfejtő üregei, amelyek nummuliteszes mészkőben alakultak ki. A tanulmányban lévő, a Budai-hegység barlangjainak földrajzi elhelyezkedését bemutató helyszínrajzon megfigyelhető a Mátyás-hegy nagy kőfejtőjében található üregek földrajzi elhelyezkedése. (Ezek az üregek a helyszínrajzon a hévizes eredetű barlangokhoz vannak sorolva.) Az 1958-ban kiadott, Budapest természeti képe című könyvben az olvasható, hogy a Mátyás-hegy D-re néző nagy kőfejtőjének falában vannak hévizes eredetű üregek. Az 1961-ben megjelent, Vitéz András és Pap Miklós által szerkesztett, Budapest című könyvben szó van arról, hogy a Mátyás-hegy DK-i oldalában található kőfejtőben üregeket láthat a kiránduló, melyek a Mátyás-hegyi-barlanghoz hasonlóak, de kis méretűek.
Az 1963. évi Karszt- és Barlangkutatási Tájékoztatóban publikált jelentésben meg van említve, hogy a BEAC Barlangkutató Csoport 1962-ben kutatta a Mátyás-hegy K-i kőfejtőjét. A kőfejtő sziklafalán látszik néhány nyílás, melyek közül kettő (jelenlegi állapotuk szerint) barlangnak nevezhető. Kutatásukkal még nem foglalkozott senki. Láng Gábor geológus feltérképezte az üregeket. Jellegzetes gömbfülkék utalnak az üregek hévizes eredetére. Kb. 4 m átmérőjű a legnagyobb. A Barit-barlang feltárásán kívül még két másik helyen is biztató a kutatás.
Az 1964. évi Karszt- és Barlangkutatási Tájékoztatóban szó van arról, hogy a Budapest III. kerületében elhelyezkedő Mátyás-hegy Dunára tekintő kőfejtőjében, 1963-ban találhatók régóta ismert üregmaradványok. Nagyon fel van töltődve a gömbfülkékből és hidrotermális hasadékokból álló üregrendszer. A BEAC Természetjáró Szakosztály Barlangkutató Csoportjának tagjai 1962-től végeznek feltáró munkát a kőfejtő néhány pontján. 1963-ban, kb. 200 órát dolgozva előre tudtak haladni több helyen. Úgy látták, hogy a helyzet biztató, de csak sok munkával érhetnek el eredményt. Tervezték, hogy 1964-ben folytatják a feltáró munkát a kőfejtőben. Elkezdték a hely kőzettani és ásványtani feldolgozását, a terület pontos felmérését, beszintezését és feltérképezését. Minden bizonnyal tavasszal befejezik a térképkészítő munkát.
Az 1966-ban kiadott, Budai-hegység útikalauz című könyvben az van írva, hogy a Mátyás-hegy másik (DK-i) kőfejtőjében (nem a Mátyás-hegyi-barlang kőfejtőjében) is vannak kis barlangüregek. 9 üreg vált ismertté ebben a kőbányában. Az 1972. évi Karszt és Barlangban közölve lett, hogy 1972. április 24-én (a Budapesti Rendőrfőkapitányság kérésére), eltűntek megtalálása miatt, a Barlangi Mentőszolgálat tagjai átvizsgálták a Mátyás-hegy keleti kőfejtőjének üregeit. Az 1976-ban befejezett, Magyarország barlangleltára című kéziratban nincs említve a barlang. Az 1982-ben napvilágot látott, Budai-hegység útikalauz című kiadvány szerint a Mátyás-hegy K-i oldalának kőbányájában vannak hévizes eredetű kis üregek.
Az Acheron Barlangkutató Szakosztály 1983-ban elkezdte kutatni és dokumentálni a kőfejtő üregeit. A terepbejárások során, a szakosztály tagjai találtak egy huzatos hasadékot a kőfejtő K-i oldalában. Megfigyelték a hasadék tágítása után, hogy az üreg további bontása lehetséges, mert egy alsó járatszintre esnek a szűk repedéseken bedobott kövek. A helyszínen tapasztaltak alapján remélték, hogy a hasadék járható szelvényben folytatódik. A biztonságos bontás miatt bontották az üreg főbb részeit és a bontással lehetővé vált a munka során keletkezett sok kő függőleges eltávolítása. A 11-es azonosítási számot adták a 2 m mély kutatóaknának. Kárpátné Fehér Katalin és Kárpát József 1983-ban megszerkesztették a Mátyás-hegy DK-i kőfejtőjének térképét, amelyen a Keleti-kőfejtő 11. sz. barlang elhelyezkedése is látszik. A barlang a térkép szerint 228 m tengerszint feletti magasságban helyezkedik el. Kárpát József ebben az évben rajzolt egy topográfiai térképet, amelyen látható a Mátyás-hegyi-barlang és a DK-i kőfejtő üregeinek elhelyezkedése. A Keleti-kőfejtő 11. sz. barlang helye jelölve lett a rajzon. A térképen az üregek újra vannak számozva.
Az 1983. évi szakosztályi jelentés szerint a hegy geológiai viszonyai és a területen ismert barlangok, valamint üregek miatt itt valószínűleg a jelenleginél nagyobb üregrendszer van. A kőbánya üregeinek feltárásával lehetőség nyílhat a Mátyás-hegyi-barlangrendszer jobb megismerésére. Év elején, a területen, a szakosztály tagjai rendszeresen végeztek terepbejárásokat. A szakosztály kidolgozta a kőfejtő kutatási tervét. Az általuk ismert és az általuk megtalált szakirodalom alapján nem tudták az üregek neveit és számait beazonosítani. Az 1983. évi MKBT Beszámolóban megjelent egy jelentés a barlang kutatásáról és az 1983-ban rajzolt topográfiai térkép.
Az 1984. évi szakosztályi jelentésben az olvasható, hogy a Mátyás-hegy DK-i, már nem művelt kőfejtőjében van sok, hévizes eredetű üregrendszer, melyek eocén mészkőben és bryozoás márgában alakultak ki. 220–245 m tengerszint feletti magasságban vannak a kőfejtéskor feltárt barlangmaradványok. Ezek (a terület szomszédos barlangrendszereihez hasonlóan) tektonikus előkészítés és mélyből feltörő hévizek keveredési korróziója miatt jöttek létre. A 11. sz. beszakadás a kőfejtő K-i részén, 228 m tengerszint feletti magasságban található. A munkahely egy omladékos és huzatos üreg, amelyben bontást végez a szakosztály. A jelentésbe bekerült egy olyan fénykép, amely bemutatja a kutatóaknát. Az 1984. évi MKBT Beszámolóban publikálva lett a barlang rövid leírása és a DK-i kőfejtő 1983-ban készült topográfiai térképe. Az 1984-ben kiadott, Magyarország barlangjai című könyv országos barlanglistájában nem szerepel a barlang.
A szakosztály 1985. évi jelentése szerint az előző évben kezdték el bontani az üreget a szakosztály tagjai. Az 5 m-esre mélyített kutatóaknában 1985-ben feltártak egy nagyon huzatos, sok ásványkiválást tartalmazó hasadékot. Az 1985. évi feltáró munka 1985. május 18–19-én, egy táborozás során kezdődött. 1985. május 25–26-án megismételték a barlang feltárása miatt szervezett tábort. A 11. barlangban a legjelentősebb munkát ezeken a hétvégéken végezték. Kb. 1,5 m mélyen érték el a minden oldalról jelentkező, rossz megtartású szálkőfalat, és elkezdték teljes szelvényben bontani a függőleges, hévizes eredetű, átlag 3 m széles járatot. A falakon sok és nagyon látványos, hófehér aragonitkristályok látszódnak. 3,5 m mélyen kezdett nagyon szűk lenni a járatszelvény, de a bontást folytatták egy DK-i irányú, nagyon omladékos zónában. 4,5 m-nél nagy huzatot észleltek, amely a kőtörmelékből jött, majd egy törmelékkel lazán töltött, lefelé haladó járat lett látható.
Itt a kutatás új fordulatot vett. A járat falát sok, a József-hegyi-barlangban lévő képződményekhez hasonló, hófehér gipszkristály és aragonitkristály borította. A fal sok helyén látható volt egy 5–10 cm vastag gipszlemez. A törmelék 0,5–1,5 m átmérőjű gipsztömbökből állt. Ekkor, az egyik munkaközi szünetben a főte meglazult, és egy 3–4 m nagyságú kő hullott a munkahelyre. Ezért a bontás folytatása lehetetlenné vált. A munkát félbehagyták, de tervezték, hogy komolyabb technikai felszereléssel kezdenek el újra dolgozni. Tervezték, hogy tavasszal, a kialakult omlásveszély megszüntetése után folytatják a munkát. A szakosztály két tagja (Berhidai Tamás és Zathureczky Csilla) 1985 decemberében elkészítették a barlang bejárati keresztmetszetének térképét és a barlang 2 hossz-szelvény térképét. A bejárati keresztmetszet térképen megfigyelhető a 2 hossz-szelvény elhelyezkedése a barlangban. A térképlapon jelölve van az É-i irány. A jelentéshez mellékelve lettek a barlang 1985-ben készült térképei. A kéziratba bekerült három olyan fénykép, amelyek a kutatóaknában folyó munkát mutatják be. A jelentésben látható egy topográfiai térkép, amelyen jelölve van a munkahely.
Az 1987. évi szakosztályi jelentésben van egy összefoglalás a kőfejtő feltáró kutatás szempontjából fontos, bontási helyeiről. Az összefoglalóban az olvasható, hogy ezen a munkahelyen (Keleti-kőfejtő 11. sz. barlang) már két éve nem végeztek bontó munkát. Sok a bepergett omladék a 4 m mély, 4×2 m szelvényű kutatóakna alján. A további bontás ácsolás nélkül veszélyes az üreg D-i falán lévő, majdnem lebillenő nagy kőtömbök miatt. A nagy mennyiségű, kovás kitöltés és a nagy szelvény miatt szinte csak egy táborozás során lehet kutatni. A régebbi bontáskor nagy huzatot észleltek, amely biztató jelnek számít. A jelentéshez mellékelve lett egy helyszínrajz, amely a Mátyás-hegy DK-i kőfejtőjének barlangjait és munkahelyeit szemlélteti. A rajzon látszik a 11. munkahely helye is. Az 1991. évi szakosztályi jelentésben az van írva, hogy a kőbánya legtöbb barlangjának kutatását akkor lehet folytatni, ha azok biztonságossá vannak téve ácsolással és betonozással. A kis barlangok állapota tovább romlik, mert nem áll módjukban lezárni a barlangokat. A rongálás leginkább a képződményeken látszik. A kőbánya nagyon ígéretes terület, leginkább a Mátyás-hegyi-barlang felé található, feltáratlan területek irányába érdemes kutatni. 1992-ben a szakosztály tervezte, hogy folytatja a korábban felhagyott kutatóakna bontását.
Szabó Zoltán 1993-ban megrajzolta a barlang hossz-szelvény térképét. Az 1993. évi szakosztályi jelentés szerint a barlang 8 m hosszú. Nagyon nehéz a néhány évvel azelőtt beomlott barlang kutatása. A barlangban leszakadt a mennyezet a rétegsík mentén, és két darabra törve lefedte a bontási helyet. Bontani lehet alatta, mert van elég hely, de az egyik kőlap nagyon ránehezedik a továbbvezető hasadékot kitöltő omladékra. Csak körültekintően, a végpontra nehezedő kőlapok okozta veszély megszüntetése után lehet itt a munkát folytatni. A jelentésbe bekerült a barlang 1993-ban rajzolt térképe. A kéziratban van egy helyszínrajz, amely a kőfejtő barlangjainak elhelyezkedését szemlélteti. A helyszínrajzon jelölve van ennek a barlangnak is a helye. A DK-i kőfejtő digitalizált szpeleotopográfiai térképének elkészítéséhez szükséges adatgyűjtéskor (amelyet 1994-ben és 1995-ben végeztek), két alkalommal mért magasságot a Pagony Barlangkutató Csoport a bányatalpon lévő barlangbejárat null pontjára.
1995-ben készült el a kőfejtő szpeleotopográfiai térképe, amely 1:1000 méretarányban mutatja be a kőfejtőt. A térképen (a többi barlangtól eltérően) nincs jelzettel ellátva a barlang, csak a helye van jelölve. Egy Brissoides fajt és Schizaster lucidus nevű Echinoidea fosszíliát gyűjtött a csoport 1995-ben, az MH 11-es kutatóakna talpszintjénél benyúló, kovás tömbből. Egy helyszínrajzon jelölve lett a lelőhely. A jelentésbe bekerült az 1995-ben rajzolt szpeleotopográfiai térkép, és egy helyszínrajz, amely 1:1000 méretarányban mutatja be a DK-i kőfejtőt. A helyszínrajzon a DK-i kőfejtő fosszíliáinak lelőhelyei vannak feltüntetve. A rajzon látható a barlang elhelyezkedése és alaprajza. A jelentésben van egy vegetációtérkép, amelyen látható a barlang elhelyezkedése és alaprajza.
Az 1995. évi Földtani Közlönyben napvilágot látott tanulmányban az olvasható, hogy 1900 körül, a Pálvölgy környékén intenzív lett a kőbányászat, és emiatt tárták fel a DK-i kőfejtő barlangjait. A kőfejtő üregeinek egy részét a kőbányászat után tárták fel. Kb. 250 m a jelenleg ismert járathossz a kőfejtőben. A lefejtett járathossz nehezen becsülhető meg, de legalább még egyszer ennyi lehetett. A tanulmányban Keleti-kőfejtő 11. sz. kutatóaknája a barlang neve. A kőfejtő K-i oldalában, 10 m relatív magasságban van az üreg bejárata. A 6 m mély, tág aknát bontással tárták fel. A nagyméretű alabástrom tömbök és a huzat miatt indokolt tovább kutatni. A tanulmányhoz mellékelve lett a Rózsadomb és környéke barlangjainak helyszínrajza, illetve a Mátyás-hegyen lévő, K-i kőfejtő barlangjainak helyszínrajza. A két helyszínrajzon jelölve van a Keleti-kőfejtő 11. sz. barlang helye. A csoport 1996. évi jelentésében az olvasható, hogy a DK-i kőfejtő egyik legfontosabb ősmaradvány lelőhelye a 11-es kutatóakna kovás zónája.